# Lampa cu căciulă
Lampa cu căciulă este un scurtmetraj românesc, realizat în anul 2006 și regizat de Radu Jude. Scenariul îi aparține lui Florin Lăzărescu, în timp ce imaginea și sunetul sunt semnate de Marius Panduru, respectiv Andrei Toncu. Actorii din rolurile principale sunt Gabriel Spahiu, Marian Bratu și Alexandru Georgescu. Scurtmetrajul este produs de Hi Film, cu sprijinul Centrul Național al Cinematografiei și TVR.

## Sinopsis
Într-o dimineața, Marian (Marian Bratu), un băiat de șapte ani dintr-un sat uitat de lume, își trezește tatăl (Gabriel Spahiu), insistînd să pornească spre oraș pentru a repara un televizor vechi, singurul pe care îl aveau acasă. Îi urmărim în călătoria lor de la sat către oraș, unde îl întâlnesc pe meșterul Bichescu (Alexandru Georgescu), singurul în stare să rezolve problema.

## Premii
- Premiul Danzante, Huesca, Spania, 2007
- Marele Premiu, Hamburg, Germania, 2007
- Cel mai bun scurtmetraj, San Francisco(SUA), 2007
- Cel mai bun scurtmetraj, Mediawave, Ungaria, 2007
- Premiul juriului, Aarchus Film Festival, Danemarca, 2007[1]
- Mențiune specială, Aspen ShortsFest (SUA), 2007
- Premiul Gopo pentru scurtmetraj, București, 2007
- Marele Premiu la IndieLisboa, Lisabona, 2007
- Premiul Juriului pentru Cel mai bun scurtmetraj la Festivalul Internațional SUNDANCE, Utah, SUA, 2007
- Cel mai bun scurtmetraj și premiul publicului la Festivalul Internațional Alpe Adria Cinema, Trieste, 2007
- Marele Premiu pentru scurtmetraj la Festivalul Filmului Mediteranean de la Montpellier, Franța, 2006[2]
- Cel mai bun scurtmetraj al Festivalului Filmului Est-European de la Cottbus, Germania, 2006[3]
- Trofeul DaKINO pentru cel mai bun scurtmetraj, România, 2006[4]
- Marele Premiu la Festivalul Internațional de Film Documentar și de Scurtmetraj de la Bilbao, Spania, 2006[5]

## Scenariu
Scenariul filmului e bazat pe povestirea „Poveste de duminică”, publicată de Editura LiterNet în volumul Șase moduri de a-ți aminti un cal sau șase povestiri.